# Burg Lindenberg (Pfalz)
Die Burg Lindenberg oder auch Lindenburg ist eine abgegangene Burg auf Gemarkung der Gemeinde Lindenberg in der Pfalz. Nach ihrer Zerstörung im 14. Jahrhundert wurde aus ihren Resten an selbiger Stelle die Cyriakuskapelle errichtet.

## Geschichte
1220 wurde die Burg Lindenberg mit Diemarus von Lindenburch das erste Mal urkundlich erwähnt, und 1286 wurde eine Kapelle in der Burg beschrieben. Walter von Bruck wurde 1334 von seinem Schwager Eberhard von Frankenstein mit der Burg belehnt, diese wurde aber bereits 1352 an Engelhard I. von Hirschhorn verkauft. Aufgrund von Besitzstreitigkeiten gelangte die Burg an das Hochstift Speyer, blieb aber dennoch Hirschhorner Lehen. Während eines innerdeutschen Krieges zwischen Pfalzgraf Ruprecht I. und Engelhard II. von Hirschhorn zwischen 1364 und 1371 wurde die Burg zerstört. 1422 erhielt Eberhard III. von Hirschhorn die Burg als Lehen. Die bis heute erhaltene Kapelle wurde 1543 errichtet. Der Bischof von Speyer übergab das Anwesen 1611 als Lehen an Friedrich I. und Ludwig II. von Hirschhorn, und 1633 wurde die Burg von Bischof Philipp Christoph von Sötern an Heinrich von Gournay, Hans Eberhard von Dienheim, Georg Meye und Notar Ferdinand Feldgeschrey übertragen. Seit 1841 wird die Burg als zerfallen deklariert. Zu Beginn des 20. Jahrhunderts wurde der Burgfelsen als Steinbruch verwendet, wobei die letzten Reste der Burg diesem zum Opfer fielen.

## Sage
Einer Sage nach soll Siegfried der Drachentöter begleitet vom Zwergenkönig Egwald zur Lindenburg gekommen sein, in der Absicht die gefangene Königstochter zu befreien. Die Burg wurde von einem Drachen mit sieben feurigen Köpfen bewacht (der Berg hieß zu dieser Zeit noch Drachenstein). Dieser Drache war ein verwunschener Mensch, der sieben Jahre in dieser Gestalt leben musste. Siegfried, Egwald und dessen Heer gelang es mit vereinten Kräften den Drachen zu töten.